# Matt Groening
Matt Groening (Portland, Oregón, 15 de febrero de 1954), registrado al nacer como Matthew Abraham Groening, es un dibujante, productor de televisión y escritor estadounidense, reconocido principalmente por ser el creador de Los Simpson. Es también el creador de Futurama, de la serie de Netflix (Des)encanto, y autor de la tira cómica semanal La vida en el infierno, que publicaba en el semanario de Licorice Pizza, una tienda en la que trabajaba.
Hizo su primera venta como caricaturista profesional a la revista Wet en 1978. Hasta 2018 fue el presidente y editor jefe de la editorial Bongo Comics Group, fundada por él mismo y por sus amigos Bill Morrison y Steve y Cindy Vance, a través de la cual produjeron varias series de cómic propias (Simpson Comics, Futurama Comics, Roswell, (Little Green Man) y algunas otras de amigos. Groening se mantuvo en su puesto hasta la desaparición de la editorial en 2018.
La vida en el Infierno atrajo la atención de James L. Brooks. En 1985, este contactó con Groening con el propósito de trabajar en un proyecto de animación para el programa de la cadena FOX The Tracey Ullman Show. Originalmente, Brooks quería que Groening adaptase a sus personajes de La vida en el Infierno para el programa. Temiendo perder sus derechos de autor, Groening decidió idear algo nuevo y creó a una familia animada, los Simpson, nombrando a sus miembros como sus propios padres y hermanas, mientras que Bart es un anagrama de brat, que significa malcriado.
Los cortos se convertirían en una serie: Los Simpson, la cual desde entonces ha producido 672 episodios en 30 temporadas. En 1997, Groening se asoció con David X. Cohen y creó Futurama, una serie animada sobre la vida en el año 3000, la cual se estrenó en 1999. Luego de cuatro años en el aire, el programa fue cancelado por Fox en 2003, pero Comedy Central encargó 16 episodios nuevos para realizar cuatro películas en DVD, las cuales fueron lanzadas a la venta en 2008.
Groening ha ganado doce Premios Primetime Emmy, diez por Los Simpson y dos por Futurama, además de un premio British Comedy en la categoría "Trabajo Destacado en Comedia" en 2004.
En 2002 ganó el premio Reuben de la National Cartoonist Society por su trabajo en La vida en el Infierno.

## Primeros años
Groening nació el 15 de febrero de 1954 en Portland, Oregón, Estados Unidos.
Creció en Portland, como el tercero de cinco niños [Mark (1950), Patricia "Patty" (1952), Lisa (1956) y Margaret "Maggie" (1958)]. Su madre, Margaret Ruth Wiggum (1919-2013), era una maestra de origen noruego, y su padre, Homer Philip Groening (1919-1996), era un cineasta, publicista, escritor y dibujante de caricaturas.
Homer, nacido en Main Centre, Saskatchewan, Canadá, creció en una familia menonita de Rusia hablante de plattdiestch (bajo alemán menonita).
El abuelo de Matt, Abraham Groening, era profesor en la Universidad Tabor, una escuela de arte menonita en Hillsboro, Kansas antes de comenzar a trabajar en la Universidad de Albany (actualmente conocida como Universidad Lewis y Clark) en Oregón en 1930.
Desde 1972 hasta 1977, Groening asistió a la Universidad Evergreen State en Olympia (Washington), una escuela liberal, la cual describió como "una universidad hippie, sin cursos o clases obligatorias, a la cual asistieron todos los bichos raros del noroeste".
Groening trabajó como editor del periódico del campus, The Cooper Point Journal, para el cual escribió artículos y dibujó caricaturas.
Allí trabó amistad con la dibujante de caricaturas Lynda Barry luego de descubrir que ella le había escrito una carta a Joseph Heller, uno de los autores favoritos de Matt, y había recibido una respuesta.
Groening ha declarado que Barry es "probablemente [su] mayor inspiración".
También ha citado la película de Disney 101 dálmatas como uno de sus impulsos para convertirse en dibujante de caricaturas.

## Carrera
En 1977, a los 23 años, Groening se mudó a Los Ángeles para convertirse en escritor. Allí tuvo lo que describió como "una serie de trabajos desagradables", incluyendo un empleo como extra en la película When Everyday Was The Fourth of July, vendiendo muebles, lavando platos en una guardería, limpiando una planta de tratamiento de aguas residuales, y trabajando como chofer y escritor para un director retirado de películas western.
Groening describió la vida en Los Ángeles a sus amigos en un libro de cómics publicado por él mismo, llamado La vida en el Infierno, el cual estaba vagamente basado en el título de un capítulo llamado "How to Go to Hell" del libro de Walter Kaufmann Critique of Religion and Philosophy.
Groening distribuyó el libro en una tienda en la que trabajó, Licorice Pizza. Hizo su primera venta como caricaturista profesional a la revista Wet en 1978.
La tira cómica, titulada "Palabras prohibidas", apareció en la entrega de septiembre/octubre de ese año.
Groening obtuvo un empleo en Los Angeles Reader, un periódico alternativo de vanguardia, entregando periódicos, escribiendo artículos, editando y contestando las llamadas telefónicas.
Le mostró sus caricaturas al editor, James Vowell, quien quedó impresionado y finalmente le dio un lugar en el periódico.
La vida en el Infierno hizo su debut oficial como tira cómica en el Reader del 25 de abril de 1980.
Vowell también le dio a Groening su propia columna semanal musical, "Sound Mix" en 1982. Sin embargo, en la columna se hablaba muy raramente de música, ya que Matt solía escribir sobre "obsesiones y problemas cotidianos" en su lugar.
En un esfuerzo de añadir más tópicos de música a la columna, simplemente la "disfrazó", escribiendo y criticando bandas ficticias y álbumes no existentes. En la siguiente columna semanal, confesaría que había inventado todo lo de la columna previa y juraría que todo lo venidero sería cierto. Finalmente, se le pidió renunciar a trabajar en la columna musical.
La vida en el Infierno se volvió popular prácticamente de inmediato.
En noviembre de 1984, Deborah Caplan, la novia de Groening por ese entonces y compañera de trabajo en el Reader, le ofreció trabajar en Love is Hell, una comedia romántica basada en las tiras de La vida en el Infierno, en forma de libro.
El libro, lanzado a la venta un mes más tarde, fue un éxito, vendiendo 22 000 copias en sus primeras dos impresiones. Fue sucedido poco después por Work is Hell, también publicada por Caplan.

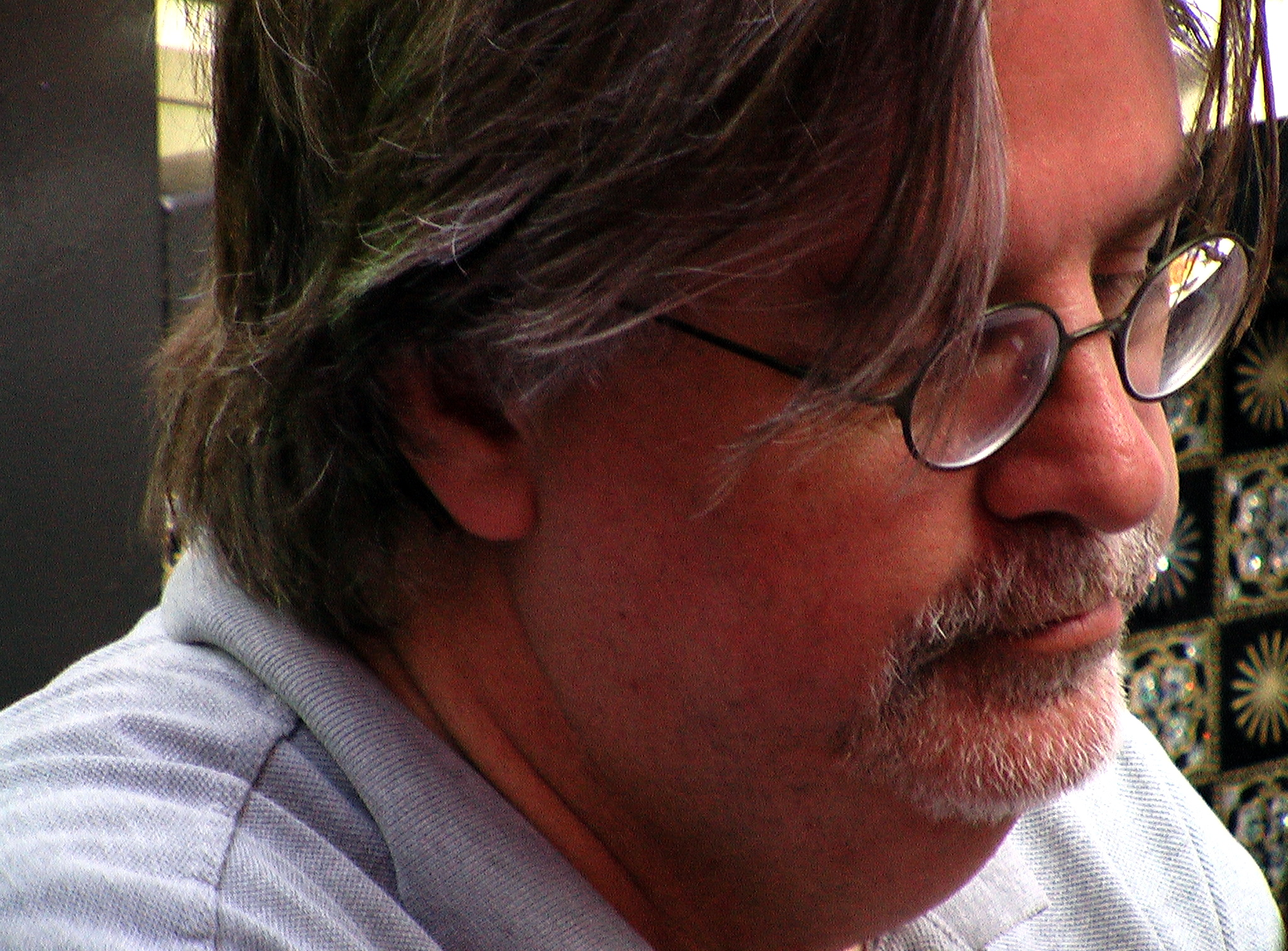
Matt Groening en el Festival Internacional de Cine Animado Annecy, en 2008.

Poco después, Caplan y Groening abandonaron el periódico y fundaron juntos la compañía Life in Hell, la cual fabricaba productos basados en La vida en el Infierno.
Groening también comenzó una corporación, Acme Features Syndicate, la cual trabajaba con la tira cómica La vida en el Infierno, y con las obras de Lynda Barry y John Callahan, pero que actualmente solo trabaja con La vida en el Infierno. La vida en el Infierno se sigue publicando en 250 periódicos semanales y ha sido incluida en una serie de libros, incluyendo School is Hell, Childhood is Hell, The Big Book of Hell y The Huge Book of Hell.
Groening ha declarado: "Nunca dejaré a la tira cómica. Fue mi primer éxito".

### Los Simpson
La vida en el Infierno atrajo la atención del productor y guionista de Hollywood y fundador de Gracie Films James L. Brooks, quien recibió una copia de la tira a través de su colega productor Polly Platt. En 1985, Brooks contactó a Groening con el propósito de trabajar en un proyecto de animación aún no definido, el cual se convertiría en una serie de cortos animados, para el programa de variedades de la cadena FOX The Tracey Ullman Show. Originalmente, Brooks quería que Groening adaptase sus personajes de La vida en el Infierno para el programa. Temiendo perder sus derechos de autor, Groening decidió crear algo nuevo y diseñó una familia animada, los Simpson. Presuntamente, dibujó a los cinco miembros de la familia en solo quince minutos.
Groening nombró a los personajes principales de Los Simpson como su propia familia: sus padres, Homer y Margaret (Marge o Marjorie), y sus dos hermanas menores, Lisa y Margaret (Maggie). Pensando que sería muy obvio llamar a un personaje con su nombre, eligió el nombre "Bart", un anagrama de brat, lo cual significa malcriado. Sin embargo, ha aclarado que, dejando de lado la rivalidad entre hermanos, su familia no se parece a los Simpson. Groening también tiene una hermana y un hermano mayores, Patty y Mark, quien según dijo Matt en una entrevista de 1995 fue la "verdadera inspiración de Bart". Cuando debió darle un nombre de pila al abuelo Simpson, Groening dijo que se negó a llamarlo como su abuelo, Abraham Groening, dejando que los otros guionistas eligieran el nombre. Por casualidad, estos eligieron el nombre Abraham, sin saber que ese era el nombre del abuelo de Groening. Maggie Groening ha coescrito libros de Los Simpson, firmándolos como su tocaya animada.
El apellido "Wiggum" del jefe de policía Clancy Wiggum es el apellido de soltera de la madre de Groening. Los nombres de otros personajes de la serie fueron tomados de nombres de calles cercanas al hogar de Groening en Portland, Oregón, incluyendo a los Flanders, a los Lovejoy, Powell, Quimby y Kearney. A pesar de que los seguidores de la serie suelen creer que Sideshow Bob Terwilliger fue nombrado así por el bulevar SW Terwilliger en Portland, el nombre fue tomado en realidad del personaje del Dr. Terwilliker de la película The 5000 Fingers of Dr. T.
Groening escribió y dirigió las historias de todos los cortos (actualmente conocidos como Cortos de Los Simpson), los cuales fueron animados por un equipo que incluía a David Silverman y Wes Archer, quienes más tarde se convertirían en directores de la serie. Los cortos se estrenaron en The Tracey Ullman Show el 19 de abril de 1987.
Aunque The Tracey Ullman Show no fue un gran éxito, la popularidad de los cortos llevó a realizar un episodio de media hora de duración en 1989. La serie se convirtió rápidamente en un éxito, para sorpresa de muchos. Groening dijo: "Nadie pensaba que Los Simpson sería lo que terminó siendo. Nos sorprendió a todos".
Los Simpson fue cocreado por Groening, Brooks y Sam Simon, un guionista y productor con quien Brooks había trabajado en proyectos anteriores. Groening y Simon, sin embargo, nunca se llevaron bien y estuvieron peleados a menudo durante el programa; Groening describió su relación como "muy problemática".
Simon finalmente dejaría la serie en 1993 por diferencias en el campo creativo.
Aunque Groening ha ideado algunos programas derivados de Los Simpson, sus intentos no han tenido éxito. En 1994, Groening y otros productores de la serie crearon un corto sobre Krusty el payaso (con Dan Castellaneta en el papel principal), pero no lograron emitirlo en televisión. Groening ha creado también un corto sobre "Homer joven" y de varios ciudadanos de Springfield que no son miembros de la familia Simpson.
En 1995, Groening tuvo un desacuerdo importante con Brooks y otros productores de Los Simpson sobre "A Star is Burns", un episodio de mezcla ficticia con The Critic, un programa animado también producido por Brooks y por varios miembros del elenco de Los Simpson. Groening dijo que temía que los espectadores lo vieran como "un intento patético de promocionar a The Critic a expensas de Los Simpson", y se inquietó por la posible confusión que derivaría, ya que los fanáticos podrían pensar que él había creado o producido The Critic. Finalmente pidió que su nombre fuese retirado del episodio.
Groening ha escrito o coescrito los episodios "Some Enchanted Evening", "The Telltale Head", "Colonel Homer" y "22 Short Films About Springfield", además de Los Simpson: la película, estrenada en 2007. Ha tenido varias apariciones en el programa, incluyendo en el episodio "My Big Fat Geek Wedding", cuando habló por primera vez. Actualmente trabaja como productor ejecutivo y consultor creativo en Los Simpson.

### Futurama

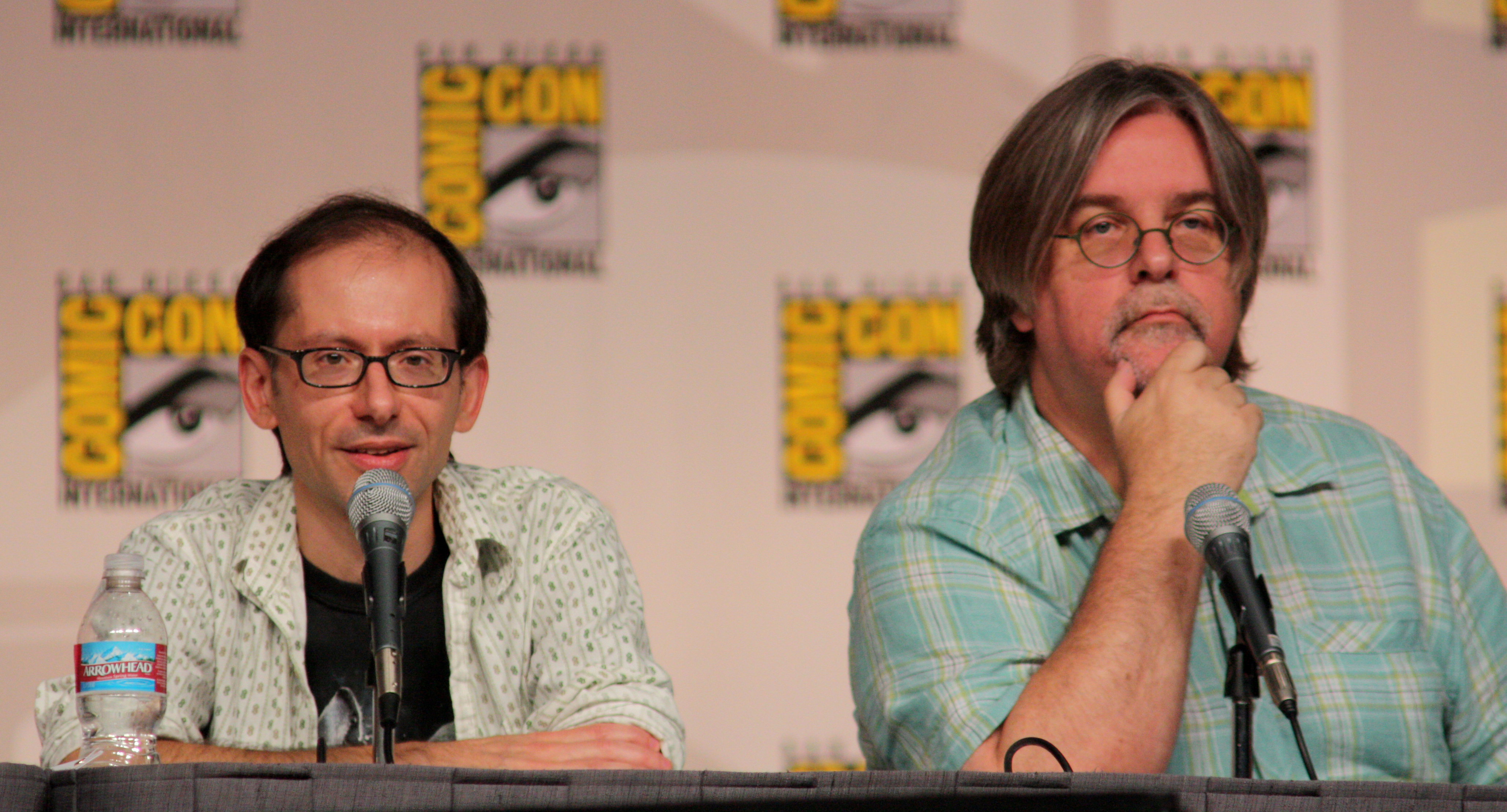
David X. Cohen y Matt Groening en 2009.

Después de pasar varios años investigando sobre ciencia ficción, Groening se asoció con el productor y guionista de Los Simpson David X. Cohen (en ese entonces conocido como David S. Cohen) en 1997 y crearon Futurama, una serie animada basada en la vida en el año 3000. Cuando presentaron la serie ante las autoridades de Fox en abril de 1998, Groening y Cohen habían creado varios personajes y argumentos; Groening dijo que habían simplemente "surgido" en sus discusiones.
El sitcom se estrenó el 28 de marzo de 1999. Luego de cuatro años en el aire, fue cancelado por Fox. Sin embargo las ventas en DVD y los ratings elevados en Adult Swim revivieron a Futurama; se crearon cuatro películas en DVD, según fue confirmado por Groening en una entrevista de abril de 2006. Comedy Central desarrolló 16 episodios nuevos (editados de las cuatro películas) para ser emitidos en 2008. Luego de los altos puntos de rating que se obtuvieron, y por el pedido de los fanáticos de Futurama, Comedy Central emitió 26 nuevos episodios que constituyen a la 6.ª temporada. En 2012 se estrenaron 13 episodios nuevos que integran a la primera parte de la temporada número 7, dividida en dos partes. Groening está feliz de que su invento futurista vuelva a revivir, ya que, mediante un juego de palabras, el primer episodio de la temporada 6 se llama «Rebirth» (Renacimiento). Futurama, con ese humor sarcástico e irónico que la caracteriza, ha sido un éxito en todas partes del mundo, con muchísimos fanáticos. Las opiniones de críticos acerca de Futurama es positiva, ya que se resalta en la serie la ciencia ficción-humor, algo que nunca se había visto antes. Es considerada una de las mejores series jamás creadas, por su creatividad, originalidad y, sobre todo, su humor. El 4 de septiembre de 2013, se emitió en Comedy Central el último capítulo de la serie, llamado «Meanwhile».
En febrero de 2022 se anunció un tercer regreso de Futurama para 2023, esta vez a través de la plataforma de streaming Hulu.

## Filmografía
| Año                          | Trabajo                                  | Ocupación                     | Notas                                  |
| 1987-1989                    | El show de Tracey Ullman                 | Escritor y animador           |                                        |
| 1989-presente                | Los Simpsons                             | Creador y productor ejecutivo |                                        |
| 1999-2003, 2008-2013 y 2023- | Futurama                                 | Creador                       |                                        |
| 2007                         | Los Simpson: la película                 | Productor y escritor          |                                        |
| 2007                         | Futurama: Bender's Big Score             | Productor y escritor          | Película directa a video               |
| 2008                         | Futurama: The Beast with a Billion Backs | Productor y escritor          | Película directa a video               |
| 2008                         | Futurama: el juego de Bender             | Productor y escritor          | Película directa a video               |
| 2009                         | Futurama: Into the Wild Green Yonder     | Productor y escritor          | Película directa a video               |
| 2010                         | Los Simpsons: 20 aniversario - En 3D!    | Él mismo                      |                                        |
| 2012                         | Los Simpsons: Un largo día de guardería  | Productor y guion             | Cortometraje estrenado en cine         |
| 2018-2023                    | Disenchantment                           | Creador.                      |                                        |
| 2020                         | Maggie Simpson: Playdate with Destiny    | Productor y guion             | Cortometraje disponible en Disney Plus |

### Otras actividades
En 1994, Groening creó Bongo Comics Group (nombrado de esta forma por el personaje Bongo de La vida en el Infierno) con Steve Vance, Cindy Vance y Bill Morrison, en el cual se publican historietas basadas en Los Simpson y Futurama (incluyendo Futurama Simpsons Infinitely Secret Crossover Crisis, una mezcla ficticia entre los dos programas), además de materiales originales. Según Groening, el objetivo de Bongo es "llevar humor oscuro en el mercado de las historietas". También formó Zongo Comics en 1995, una división de Bongo que publicó cómics para un público de mayor edad, muy alejados de lo que era habitual en la compañía, y en el que publicó dos series de sus amigos personales, Mary Fleener Fleener, y siete de los cómics de su amigo Gary Panter de la serie Jimbo.
Groening es conocido por su ecléctico gusto en la música. Su banda favorita es Captain Beefheart and his Magic Band. Fue editor invitado en Best Music Writing 2003 de Da Capo Press y presentó el festival musical estadounidense All Tomorrow's Parties en 2003. Además, toca el cencerro en la banda compuesta por escritores The Rock Bottom Remainders, cuyos demás miembros son Dave Barry, Ridley Pearson, Scott Turow, Amy Tan, James McBride, Mitch Albom, Roy Blount Jr., Stephen King, Kathi Goldmark y Greg Iles.

## Premios
Groening ha sido nominado para 31 premios Emmy y ha ganado trece por Los Simpson (11) y Futurama (2), en la categoría "Mejor Programa Animado". Groening recibió el premio Reuben de 2002, entregado por la National Cartoonist Society, y fue nominado para el mismo premio en 2000. Ha recibido un premio de la British Comedy en la categoría "Trabajo Destacado en Comedia" en 2004.
En octubre de 2009 recibió en Cannes una medalla de oro y una gran llave por parte del alcalde de la ciudad, Bernard Brochand.
El 14 de febrero de 2012 recibió una estrella en el Paseo de la fama de Hollywood.

## Vida personal
Groening y Deborah Caplan se casaron en 1986 y juntos tuvieron dos hijos: Homer (quien se hace llamar Will) y Abe, a quienes Groening ocasionalmente personifica como conejos en La vida en el Infierno. La pareja se divorció en 1999, después de trece años de matrimonio. Tras esto, Groening tuvo una relación de seis años con la experta en citas Lauren Frances.
En 2007, comenzó una relación con la artista plástica argentina Agustina Picasso, veintitrés años menor que él, con la cual se casó en 2011, convirtiéndose en padrastro de la hija de Agustina, Camila Costantini. Sus hijos en común son: Nathaniel Philip Picasso (2013), las gemelas Luna Margaret e India Mia (2015) y los mellizos Venus Ruth y Sol Matthew (2018), Nirvana (2020), Satori (2022) y Shivani (2024).
Groening se identifica a sí mismo como agnóstico y liberal y ha hecho contribuciones a las campañas de los candidatos del Partido Demócrata de Estados Unidos.